# Schmalbach-Lubeca

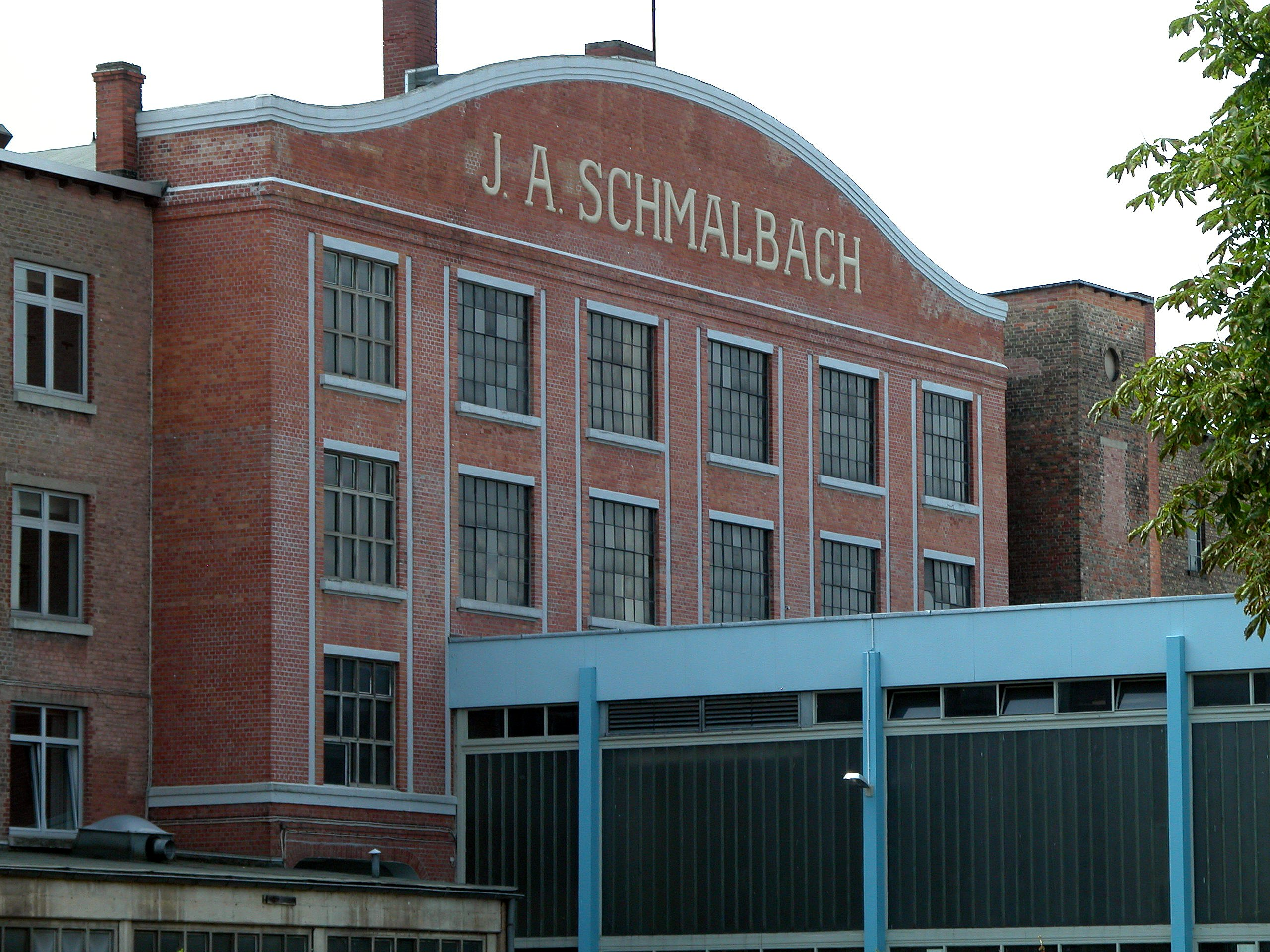
Ehemaliges Fabrikgebäude, 2008

Die Schmalbach-Lubeca AG war ein Traditionsunternehmen der Verpackungsmittelindustrie, dessen Vorgängerunternehmen 1898 in Braunschweig (Schmalbach) und 1901 in Lübeck (Lubeca) gegründet wurden. Ein Teil fusionierte 1997 zur Impress BV, andere Teile wurden verkauft. Getränkedosen werden seit 2003 unter dem Namen Ball Packaging Europe hergestellt.

## Geschichte

### Schmalbach

Andreas Schmalbauch mit dem erst 1913 postum geänderten Familiennamen „Schmalbach“.

Im Jahr 1898 gründete Johann Andreas Schmalbauch (* 1851; † 1904) eine Blechwarenfabrik zur Herstellung einer neuartigen Dose zur Konservierung von Spargel, der im nördlichen Umland von Braunschweig angebaut wurde. Die noch vom Firmengründer zu Lebzeiten beantragte Namensänderung in Schmalbach wurde erst nach seinem Tod durch die Behörden anerkannt und damit wirksam und galt ab dann auch für das Unternehmen und die Nachfahren. Grund der Namensänderung war die Befürchtung, dass sich der Name Schmalbauch geschäftsschädigend auswirken könnte für ein Unternehmen, das unter anderem auch Konservendosen für Lebensmittel produziert. Durch den Ersten Weltkrieg stieg die Belegschaft auf 500 Mitarbeiter. Zu Beginn der 1920er Jahre gab es eine Branchenkrise, aus der Schmalbach gestärkt hervorging. 1929 beschäftigte Schmalbach 3000 Mitarbeiter in elf Werken in ganz Deutschland.
Im Jahr 1935 beteiligte sich die amerikanische Continental Can Company an den J.A.Schmalbach Blechwarenwerken, und 1937 stellte die Firma die erste Getränkedose in Deutschland vor: Eine flaschenähnliche Dose mit konischem Deckel und einer durch einen Kronkorken verschlossenen Öffnung, die die damals größte US-amerikanische Brauerei Schlitz 1935 entwickelt hatte. Diese Bierdose kam jedoch noch nicht auf den Markt, da schon bald Metalle bevorzugt der Rüstungsindustrie zugeführt wurden. 1939 führte Schmalbach die ersten geschweißten Konservendosen aus Schwarzblech (Sila-Dosen) ein.
Nach Ende des Zweiten Weltkrieges meldete Schmalbach 1949 ein Patent auf die erste Aerosoldose an und nahm 1951 als erster Hersteller auf dem deutschen Markt die Produktion von Getränkedosen für Bier auf, diesmal mit einfacheren Dosen aus drei Teilen (Boden, Korpus und Deckel), die auf den Kronkorken verzichteten. Sie wurden zunächst aus Schwarzblech hergestellt. 1963 wurde der Ring-Pull-Verschluss für Getränkedosen eingeführt. 1966 hatte die Schmalbach AG 11.000 Beschäftigte in 22 Werken.

### Schmalbach-Lubeca
1967 fusionierte die Schmalbach AG mit der Lubeca-Werke GmbH in Lübeck zur Schmalbach-Lubeca-Werke AG, dem damals größten Verpackungskonzern Europas. Dieser neue Konzern war z. B. im Lübecker Glashüttenweg mit mehreren Produktionsstätten ansässig. Die Lubeca-Werke GmbH, war ein Verpackungsmittel- und Waffenhersteller. 1969 übernahm die amerikanische Continental Can Company die Aktienmehrheit. 1973 wurde die abgestreckte, zweiteilige Getränkedose entwickelt, bei der Boden und Korpus aus einem Stück bestanden. Von 1969 bis 1989 verdoppelte sich der Konzernumsatz, die Beschäftigtenzahl aber halbierte sich auf rund 7.000. In Braunschweig waren 1985 nur noch 1.370 Mitarbeiter. 1991 übernahm die VIAG AG 51,4 % der Aktien an der Schmalbach-Lubeca AG, die 1997 aufgespalten wurde.
Die Schmalbach-Lubeca AG konzentrierte sich auf die Kerngeschäftsfelder Getränkedosen, White Cap-Verschlüsse und PET-Verpackungen. Sie übernahm die weltweiten PET-Aktivitäten von Johnson Controls Inc. und veräußerte die Bereiche Metallverpackungen und starre Kunststoffverpackungen. 2000 übernahm die AV Packaging GmbH (ein gemeinsames Unternehmen von Allianz Capital Partners und der VIAG-Nachfolgerin E.ON AG) 97,3 % der Aktien. 2002 wurden die Minderheitsaktionäre im Rahmen eines Squeeze-out abgefunden. Am 2. Dezember 2002 wurde die Schmalbach-Lubeca Aktiengesellschaft in eine GmbH formwechselnd umgewandelt.

## Ball Packaging
Im Jahr 2002 veräußerte die Schmalbach-Lubeca AG ihre Geschäftsbereiche PET-Verpackungen und White Cap-Verschlüsse an die australische Amcor Ltd. und wurde mit dem verbliebenen Geschäftsbereich Getränkedosen durch die US-amerikanische Ball Corporation übernommen, die damit zum weltweit größten Getränkedosenhersteller aufsteigt.
Seit dem 1. April 2003 heißt das ehemalige Traditionsunternehmen Ball Packaging Europe. Der Hauptsitz (Headquarters) ist heute in Zürich in der Schweiz und war bis Mitte 2012 im deutschen Ratingen untergebracht.
Im „Geburtsort“ Braunschweig werden heute Deckel für Getränkedosen hergestellt.

## Impress BV
1997 fusionierte das Metallverpackungsgeschäft (Dosen für Lebensmittel und chemisch/technische Füllgüter) des Konzerns mit dem des französischen Unternehmen Pechiney zur Impress Group B.V. unter einer Holding mit dem Private-Equity-Unternehmen Doughty Hanson & Co als Kapitalgeber. Impress war einer der Weltmarktführer im Sektor der Endverbraucherverpackungen aus Metall. Das Unternehmen war der größte Lieferant von: Konservendosen für Fisch und Meeresfrüchte (weltweit), Sprühdosen (Europa und Australasien) und Metallbehälter für Farben, Lacke und Beschichtungen (Europa). Impress war ferner der zweitgrößte Lieferant von hitzeveredelten Nahrungsmittelkonserven in Europa und Australasien. Die Hauptniederlassung von Impress befand sich in Deventer, Niederlande, das Headquarters mit dem Sitz des Managements in Paris (Clichy). Der weltweite Umsatz betrug 2009 rund €1,8 Mrd. Das Unternehmen beschäftigt rund 7.600 Mitarbeiter an 57 Standorten in 22 Ländern in Europa, Nordamerika, Australien, Neuseeland, Japan, den Seychellen, Marokko und Korea. Die Impress BV wurde 2010 von der Doughty Hanson & Co an die Ardagh Group verkauft.